# Swan Hills (Hügelregion)
Die Swan Hills (englisch für „Schwanen-Hügel“) bilden eine Hügelregion südlich des Kleinen Sklavensees in Zentral-Alberta in Kanada. Das Gebiet ist hauptsächlich mit borealem Nadelwald bedeckt.

## Lage
Die Swan Hills erreichen eine maximale Höhe von 1280 m. Die Hügelgruppe erhebt sich etwa 600 m vom Umland. Sie befindet sich 200 km nordwestlich von Edmonton, 70 km südlich vom westlichen Ende des Kleinen Sklavensees sowie 200 km nordöstlich der Kanadischen Rocky Mountains. Die Längsausdehnung in Ost-West-Richtung beträgt etwa 85 km, die Ausdehnung in Nord-Süd-Richtung etwa 50 km. In den Swan Hills entspringen mehrere Flüsse. Der West Prairie River, der East Prairie River, der Driftpile River sowie der Swan River entwässern das Areal nach Norden, der Saulteaux River nach Osten, der Timeu Creek und der Freeman River nach Südosten sowie der Goose River nach Westen. Im Osten der Hügelgruppe liegt die nach ihr benannte Ortschaft Swan Hills. Im höchsten Teil der Hügelgruppe befindet sich die Goose Mountain Ecological Reserve.

## Geologie
Im südöstlichen Teil der Swan Hills-Region liegen Sedimentgesteine aus dem Devon über einem erodierten kambrischen Abschnitt, während im Nordwesten der Region devonisches Gestein auf präkambrischen Granit des Peace River-Bogens trifft. Eine geologische Formation, die Swan Hills Formation, wurde nach der Hügelgruppe benannt. 1957 wurden in dem Gebiet Erdöl- und Erdgaslagerstätten entdeckt, die in der Zwischenzeit auch ausgebeutet werden.